# Game Over, Man!
Game Over, Man! (¡Game over, tio!, en español) es una comedia estadounidense de 2018 de acción dirigida por Kyle Newacheck, escrita por Anders Holm, y protagonizada por Adam DeVine, Holm, y Blake Anderson. La película se lanzó el 23 de marzo de 2018 en Netflix.

## Sinopsis
Tres amigos que trabajan de conserjes en un hotel de lujo en Los Ángeles están a punto de financiar su videojuego cuando su potencial benefactor es tomado como rehén por unos terroristas en un escenario de tipo Die Hard. El trío se ve obligado a ponerse a la altura de la ocasión para salvar las vidas de todos los rehenes del edificio.

## Cameos
Algunas celebridades aparecen en la película haciendo de ellos mismos, como:  Shaggy, Sugar Lynn Beard , Fred Armisen, Joel McHale, Flying Lotus, Steve-O, Donald Faison, Action Bronson, Chris Pontius o Mark Cuban. Jillian Bell, Chloe Bridges y King Bach también hacen pequeños papeles.

## Producción
El 9 de junio de 2016, Netflix anunció que producirían ¡Game Over, tío! Con los siguientes productores Seth Rogen, Evan Goldberg y James Weaver a través de un banner en su plataforma; Scott Rudin y Eli Arbusto a través de Scott Rudin Producciones. También en la producción están Adam DeVine, Anders Holm, Blake Anderson y Kyle Newacheck, quiénes forman el grupo de humor "Mail Order Comedy" junto con  Isaac Horne de Avalon Administración.

## Lanzamiento

### Marketing
El 8 de mayo de 2017, Netflix lanzó un "teaser" en modo de tráiler y anunció la fecha de estreno de la película para el 20 de abril de 2018. El 4 de enero de 2018, Netflix lanzó el primer tráiler definitivo y anunció que el estreno se adelantaba al 23 de marzo de 2018.

### Estreno
El estreno oficial de la película fue el 21 de marzo de 2018 en el teatro Regency Village en Los Ángeles, California.

## Recepción

### Respuesta de la crítica
La tasa de aprobado en el portal Rotten Tomatoes, fue de un 0% basándose en 9 opiniones, y la nota media fue  de 3.6/10. Metacritic Le dio una puntuación de la película un de 32 sobre 100, basándose en 8 reseñas, "la mayoría de ellas críticas desfavorables".
Glenn Kenny de The New York Times dijo, "Esta comedia casi libre de risas ... se distingue por un nivel implacable de vulgaridad indignante pero extrañamente apática". En otra crítica  negativa, Monica Castillo de la revista Variety dijo "¡Game over, tío! Es una película con pocas ideas originales, llena de topicazos, y con amor para el personaje de Alienígenas de Bill Paxton quién hizo su frase popular." 
En Indiewire, David Ehrlich fue más moderado, "¡Game over, tio! es a Workaholics lo qué Keanu era a Clave & Peele, un riff esporádicamente divertido sobre una fórmula que funcionaba mucho mejor en pequeñas dosis. Sabes que es un prodicto de Netflix, porque sientes que está diseñado para ser visto a medias; una pieza demasiado fuerte de muzak." En una revisión un poco más positiva, Michael Rechtshaffen de Los Ángeles Times dijo "Los muchachos de vez en cuando se exceden en la irreverencia, el director y compañero veterano de Workaholics , Kyle Newacheck, logra principalmente ofrecer la farsa más escandalosamente desafiante desde Borat"